# Pietersen
Pietersen ist ein Familienname.

## Herkunft und Bedeutung
Der Name ist ein patronymisch gebildeter Familienname und bedeutet „Sohn des Pieter“.

## Namensträger
- Charl Pietersen (* 1991), südafrikanischer Dartspieler
- JP Pietersen (* 1986), südafrikanischer Rugbyspieler
- Judith Pietersen (* 1989), niederländische Volleyballspielerin
- Kevin Pietersen (* 1980), englischer Cricketspieler